# Пульпа зуба

Строение зуба

Пульпа (лат. pulpa dentis) — рыхлая волокнистая соединительная ткань, заполняющая полость зуба (лат. cavitas dentis), с большим количеством нервных окончаний, кровеносных и лимфатических сосудов.
По периферии пульпы располагаются в несколько слоев одонтобласты, отростки которых находятся в дентинных канальцах на протяжении всей толщи дентина, осуществляя трофическую функцию. В состав отростков одонтобластов входят нервные образования, проводящие болевые ощущения при механическом, физическом и химическом воздействий на дентин.
Кровообращение и иннервация пульпы осуществляются благодаря зубным артериолам и венулам, нервным ветвям соответствующих артерий и нервов челюстей. Проникая в зубную полость через апикальное отверстие канала корня зуба, сосудисто-нервный пучок распадается на более мелкие ветви капилляров и нервов.
Пульпа способствует стимуляции регенеративных процессов, которые проявляются в образовании заместительного дентина при кариозном процессе. Кроме того, пульпа является биологическим барьером, препятствующим проникновению микроорганизмов из кариозной полости через канал корня за пределы зуба в периодонт.
Нервные образования пульпы осуществляют регуляцию питания зуба, а также восприятия зубом различных раздражений, в том числе и болевых. Узкое апикальное отверстие и обилие сосудов и нервных образований способствует быстрому увеличению воспалительного отека при остром пульпите и сдавливанию отеком нервных образований, что обусловливает сильную боль.

## Функции пульпы
Морфологические особенности пульпы зуба связаны с её функциями:
Пластическая функция осуществляется за счет деятельности одонтобластов, которые, образуя периферический слой пульпы, участвуют в образовании дентина. До прорезывания зуба образуется первичный дентин, после прорезывания гистологически идентичный первичному — вторичный дентин. В результате постоянного отложения вторичного дентина постепенно происходит уменьшение объема полости зуба.
Защитная функция осуществляется за счет деятельности:
- макрофагов, которые обеспечивают утилизацию погибших клеток и фагоцитоз микроорганизмов, а также участвуют в развитии иммунных реакций;
- лимфоцитов и их разновидности — плазматических клеток, которые активно синтезируют иммуноглобулины IgG и обеспечивают реакции гуморального иммунитета;
- фибробластов, которые участвуют в выработке и поддержании необходимого состава межклеточного вещества пульпы, посредством которого происходят все обменные процессы.

К защитной функции также относят процесс образования третичного дентина.
Трофическая функция осуществляется за счет хорошо развитой сосудистой системы, которая имеет ряд особенностей:
- очень тонкостенные сосуды;
- скорость потока в пульпе выше, чем в других тканях;
- внутрипульпарное давление значительно выше, чем в других органах;
- в промежуточном слое большое количество «спавшихся» капилляров, которые начинают функционировать при воспалении;
- наличие артериоловенулярных анастомозов обеспечивает возможность прямого шунтирования кровотока, который проявляется в периодическом сбросе крови из артериального русла в венозное (без участия капилляров), при повышении внутрипульпарного давления, вызванного воспалением пульпы.

Сенсорная функция осуществляется за счет деятельности большого количества нервных волокон, которые входят в полость зуба через апикальное отверстие и веерообразно расходятся к периферии коронковой части пульпы.